# آکیمیتسو ایتو
آکیمیتسو ایتو (انگلیسی: Akimitsu Itoh؛ زادهٔ ۲ آوریل ۱۹۶۳) بازیکن بیس‌بال اهل ژاپن بود.
وی در مسابقات کشوری و بین‌المللی در مجموع برندهٔ ۱ مدال طلا شده‌است.